# Cerdeira (Arganil)
Cerdeira is een plaats (freguesia) in de Portugese gemeente Arganil en telt 330 inwoners (2001).